# Värdmyndighet
En värdmyndighet är en myndighet (i Sverige) som tillhandahåller finansiellt, personellt eller administrativt stöd åt en nämndmyndighet. Vissa nämndmyndigheter har en rätt begränsad verksamhet, så att det vore ineffektivt att myndigheten själv skulle hyra lokaler och anställa personal för administrativa uppgifter. De kan då inhysas hos större myndigheter som också får ansvara för dessa uppgifter. 
Värdmyndighetens kostnader kan täckas upp genom att dess anslag också täcker dess extra utgifter för nämndmyndigheten. Om nämndmyndigheten har egna anslag för administration kan värdmyndigheten istället fakturera nämndmyndigheten för dessa kostnader. Nämndmyndigheten är dock normalt en självständig myndighet, som liksom andra myndigheter lyder direkt under regeringen. Den är som myndighet inte underordnad värdmyndigheten. Vissa nämndmyndigheter med egna anslag har en del egen anställd personal, som har arbetsplatser men inte anställning hos värdmyndigheten. Omvänt anges i några fall i regleringsbreven att vissa uppgifter som faller under nämndmyndighetens verksamhet (exempel viss handläggning av ärenden innan de kommer upp till beslut i nämnden) faller under värdmyndighetens ansvar.
I några fall finns det en naturlig nära koppling mellan värdmyndighetens och nämndmyndighetens verksamhet. Nämndmyndigheten kan till exempel vara den myndighet som behandlar överklaganden av värdmyndighetens eller dess underordnade myndigheters beslut. Så förhöll det sig med Överklagandenämnden för högskolan och dess värdmyndighet Högskoleverket fram till år 2013, då Högskoleverket lades ned. (Ny värdmyndighet blev då det nya Universitetskanslersämbetet, som övertog vissa men inte alla av Högskoleverkets uppgifter.)